# Olympische Jugend-Winterspiele 2016/Teilnehmer (Gemischte Mannschaft)
| Gelbes Symbol für Goldmedaillen mit stilisierten Olympischen Ringen | Graues Symbol für Silbermedaillen mit stilisierten Olympischen Ringen | Braundes Symbol für Bronzemedaillen mit stilisierten Olympischen Ringen |
| ------------------------------------------------------------------- | --------------------------------------------------------------------- | ----------------------------------------------------------------------- |
| 4                                                                   | 4                                                                     | 5                                                                       |

Bei den Olympischen Jugend-Winterspielen 2016 in der norwegischen Stadt Lillehammer wurden sechs gemischte Wettbewerbe ausgetragen, bei denen Athleten aus unterschiedlichen Ländern gemeinsam als Team antreten konnten. Gegenüber den Spielen von 2012 kamen einige neue Wettbewerbe hinzu, erstmals auch eine Kombination aus Freestyle-Skiing und Snowboard.
Die in gemischten Mannschaften gewonnenen Medaillen wurden im Medaillenspiegel eigens aufgeführt und nicht den Nationen der Athleten zugerechnet. 

## Teilnehmer nach Sportarten

### Curling
Wie bereits vier Jahre zuvor fand auch diesmal neben dem Mannschaftswettkampf auch ein Wettbewerb mit gemischten Paaren statt. Jeweils ein Mädchen und ein Junge bildeten ein Team.
| Platz | Athleten                                                     |
| ----- | ------------------------------------------------------------ |
| 1     | Yako Matsuzawa Japan Philipp Hösli Schweiz                   |
| 2     | Han Yu Volksrepublik China Ross Whyte Vereinigtes Königreich |
| 3     | Zhao Ruiyi Volksrepublik China Andreas Hårstad Norwegen      |

Es nahmen noch weitere Athleten aus der Schweiz an den Wettbewerben teil:
- Selina Witschonke wurde mit Jarl Guštšin ( Estland) Fünfte.
- Henwy Lochmann schied mit Courtney Smith ( Neuseeland) in der 1. Runde aus.
- Laura Engler schied mit Victor Cesar da Cunha Santos ( Brasilien) in der 1. Runde aus.[1][2]

### Eiskunstlauf
Im Eiskunstlauf wurden statt Vierer- nunmehr Sechserteams gebildet: Je zwei Soloathleten, ein Paarlauf-Paar und ein Eistanz-Paar bildeten eines der acht Teams.
| Platz | Team      | Athleten |
| ----- | --------- | --- |
| 1     | Desire    | Dmitri Alijew Russland Li Xiangning Volksrepublik China Sarah Rose Vereinigte Staaten Joseph Goodpaster Vereinigte Staaten Anastassija Skopzowa Russland Kirill Aljoschin Russland |
| 2     | Future    | Iwan Schmuratko Ukraine Diāna Ņikitina Lettland Anna Dušková Tschechien Martin Bidař Tschechien Julia Wagret Frankreich Mathieu Couyras Frankreich                                 |
| 3     | Discovery | Deniss Vasiļjevs Lettland Fruzsina Medgyesi Ungarn Gao Yumeng Volksrepublik China Li Bowen Volksrepublik China Marjorie Lajoie Kanada Zachary Lagha Kanada                         |

Die Deutsche Annika Hocke belegte im Team Determination den achten und letzten Platz.

### Eisschnelllauf
Erstmals fand auch im Eisschnelllauf ein Teamsprint statt, dreizehn Viererteams aus jeweils zwei Mädchen und zwei Jungen gingen ins Medaillenrennen.
| Platz | Team    | Athleten |
| ----- | ------- | --- |
| 1     | Team 6  | Noemi Bonazza Italien Bujantogtochyn Sumjaa Mongolei Chung Jae-woong Südkorea Shen Hanyang Volksrepublik China |
| 2     | Team 9  | Elisa Dul Niederlande Karolina Gąsecka Polen Austin Kleba Vereinigte Staaten Änuar Muchamadejew Kasachstan     |
| 3     | Team 10 | Chiara Cristelli Italien Mihaela Hogas Rumänien Ole Jeske Deutschland Allan Dahl Johansson Norwegen            |

- Die Deutschen Lea Scholz und Lukas Mann verpassten die Medaillenränge knapp, sie belegten im Team 12 den vierten Platz.
- Viola Feichtner aus Österreich wurde mit dem Team 3 Sechste.
- Die Schweizerin Jasmin Güntert wurde dem Team 1 zugelost, das den Wettkampf auf dem 7. Platz beendete.
- Der Österreicher Mathias Hauer trat im Team 2 an und wurde Zehnter.
- Viktoria Schinnerl aus Österreich trat mit dem Team 7 an, dieses konnte den Wettkampf nicht beenden.[4]

### Rennrodeln
Im Rennrodeln-Mixed gab es ein gemischtes Team: Anastassija Bogatschowa, Roman Jefremow und Denis Tatjantschenko aus  Kasachstan traten zusammen mit Lucas Gebauer-Barrett aus  Großbritannien an und belegten den 12. Platz. Bei allen anderen Teams kamen die Athleten aus jeweils einem Land, die hier genannte Mannschaft bildete somit die einzige Ausnahme.

### Shorttrack
Wie bereits in Innsbruck, so gab es auch in Lillehammer einen Staffellauf im Shorttrack: Acht Mannschaften zu jeweils zwei Mädchen und zwei Jungen traten an.
| Platz | Team   | Athleten                                                                                           |
| ----- | ------ | -------------------------------------------------------------------------------------------------- |
| 1     | Team 2 | Ane By Farstad Norwegen Kim Ji-yoo Südkorea Stijn Desmet Belgien Quentin Fercoq Frankreich         |
| 2     | Team 3 | Petra Jászapáti Ungarn Julia Moore Australien Tjerk de Boer Niederlande Kiichi Shigehiro Japan     |
| 3     | Team 6 | Katrin Manoilowa Bulgarien Anita Nagai Kasachstan Karlis Kruzbergs Lettland Kazuki Yoshinaga Japan |

Der Deutsche Moritz Kreuseler belegte den 4. Platz, er gehörte dem Team 8 an. Seine Landsfrau Anna Seidel wurde mit dem Team 5 Siebte.

### Freestyle-Skiing/Snowboard
Die Freestyle/Snowboard-Kombination stellte eine Premiere bei den Olympischen Jugendspielen dar. Je zwei Freestyle-Skifahrer (ein Mädchen und ein Junge) und zwei Snowboarder (ebenfalls ein Mädchen und ein Junge) bildeten ein Team. Hierbei waren sowohl Mannschaften eines Landes als auch national-gemischte Teams möglich, von letzteren gab es insgesamt fünf. Eines von denen, bestehend aus Daryna Kyrychenko ( Ukraine), Walentin Miladinow ( Bulgarien) sowie Veronica Edebo und David Mobärg (beide  Schweden), gewann Bronze, hinter den Teams aus Deutschland und der Schweiz, Österreich wurde Fünfter. Während die Medaillen für Deutschland und die Schweiz den jeweiligen Ländern zugerechnet und im Medaillenspiegel entsprechend berücksichtigt wurden, galt dies nicht für die Athleten des gemischten Teams.